# Fehér gohér
A fehér gohér magyar eredetű régi szőlőfajtánk. IV. Béla király olasz és vallon telepeseket hozatott az országba, így Hegyaljára is. Feltehetőleg ők hozták a borvidékre a furmint, bakator és a gohér szőlőfajtákat. A XVI. században már bizonyíthatóan termesztették. Budai gohér néven szaporításra ideiglenesen engedélyezett fajta. Tokaj-hegyalján, a Mecsekaljai borvidéken és a Balatonfelvidéken terjedt el.

## Leírása
Napjainkban nagyobb területen nem termesztik rossz termékenyülése miatt, régi telepítésű szőlőkben szórványosan fordul elő.
Levele tagolatlan vagy karéjos, fűrészes-csipkés szélű. Szeptember közepén érik. Keveset terem, mivel virága nőjellegű, porzó fajtáról gondoskodni kell s rosszul termékenyül. Zöldmunka igénye kicsi, kevés hajtást nevel, hónaljhajtás képzésre nem hajlamos. Fehér és kék változata ismeretes. Fürtje laza, bogyója vékonyhéjú, húsa leves. Korán érik és mint csemegeszőlő is nagyon kedvelt. Szárazságtűrése jó, viszont fagyérzékeny. Alacsony vagy középmagas művelésre egyaránt alkalmas, hosszú metszést igényel. A jól aszúsodó fajták közé tartozik.
Bora kissé illatos, rendszerint lágy. Kedvező évjáratban töpped, aszús terméséből cukorban, extraktban igen gazdag, testes, különleges minőségű bor készíthető.
A fehér gohér szőlőfajtát az utóbbi években Tokaj-hegyalján felkarolták, elkezdték szelektálását és megindult telepítése is. A jövőben elsősorban a Tokaj-hegyaljai borvidéken várható kismértékű terjedése.